# Numero quantico orbitale
Il numero quantico orbitale è il numero quantico che determina il modulo quadro dell'operatore momento angolare orbitale. Insieme al numero quantico principale, al numero quantico magnetico e al numero quantico di spin, descrive in modo univoco lo stato di una particella come l'elettrone. È talvolta impropriamente detto numero quantico azimutale o numero quantico angolare o ancora numero quantico rotazionale.

## Definizione
Il numero quantico orbitale {\displaystyle l} può assumere solo i valori interi {\displaystyle 0,1,\ldots ,n-1}, dove {\displaystyle n} è un numero intero positivo. L'equazione agli autovalori per l'operatore momento angolare orbitale al quadrato, indicato con {\displaystyle {\hat {\mathbf {L} }}^{2}}, è:
{\displaystyle {\hat {\mathbf {L} }}^{2}|l,m\rangle =l(l+1)\hbar ^{2}|l,m\rangle }
dove {\displaystyle l=0,1,\dots } è il numero quantico orbitale.
Nel caso in cui si consideri un elettrone legato ad un nucleo per formare un atomo il numero quantico orbitale può assumere solo i valori che vanno da {\displaystyle 0} a {\displaystyle n-1}, dove {\displaystyle n} è numero quantico principale, che identifica il livello energetico. Ciò permette di identificare il tipo di orbitale entro cui si trova l'elettrone, cioè se:
- {\displaystyle l=0} l'orbitale è chiamato di tipo {\displaystyle s} (dall'inglese sharp);
- {\displaystyle l=1} l'orbitale è chiamato di tipo {\displaystyle p} (dall'inglese principal);
- {\displaystyle l=2} l'orbitale è chiamato di tipo {\displaystyle d} (dall'inglese diffuse);
- {\displaystyle l=3} l'orbitale è chiamato di tipo {\displaystyle f} (dall'inglese fundamental);
- da {\displaystyle l=4} in poi la lettera che definisce l'orbitale segue l'ordine alfabetico ({\displaystyle g}, {\displaystyle h}, {\displaystyle i} e così via).

## Numero quantico magnetico
Associato a questo, c'è anche il numero quantico magnetico, che descrive la componente {\displaystyle z} del momento angolare orbitale.